# Selasphorus
Selasphorus Swainson, 1832 è un genere di uccelli della famiglia Trochilidae.

## Tassonomia
Comprende le seguenti specie:
- Selasphorus platycercus (Swainson, 1827) —   colibrì codalarga
- Selasphorus rufus (J.F.Gmelin, 1788) —   colibrì rossiccio
- Selasphorus sasin (Lesson, 1829)  —   colibrì di Allen
- Selasphorus flammula (Salvin, 1865)  —   colibrì dei vulcani
- Selasphorus ardens (Salvin, 1865)  —   colibrì golalucente, colibrì smagliante
- Selasphorus scintilla (Gould, 1851)  —  colibrì scintillante
- Selasphorus calliope (Gould, 1847)  —   colibrì di Calliope, colibrì Calliope
- Selasphorus heloisa (Lesson & Delattre, 1839)   —   colibrì bombo, colibrì di Elisa
- Selasphorus ellioti (Ridgway, 1878)   —   colibrì di Elliot, colibrì golavinata